# Kunstverein Braunschweig

Villa „Salve Hospes“, Sitz des Kunstvereins (2007)

Der Kunstverein Braunschweig ist ein gemeinnütziger Verein der Stadt Braunschweig. Der Kunstverein widmet sich der Förderung zeitgenössischer Kunst innerhalb der Stadt und Region Braunschweig und hat seinen Sitz in der Villa Salve Hospes am Braunschweiger Lessingplatz.

## Geschichte

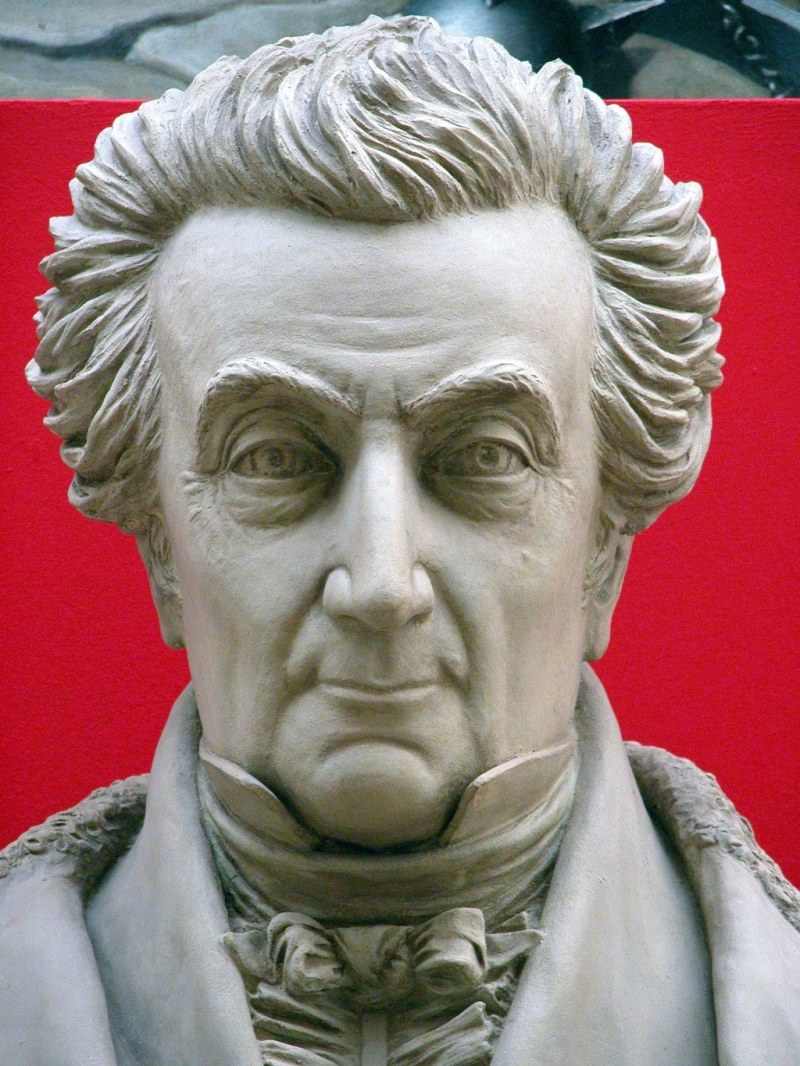
Peter Joseph Krahe (Büste Wilhelm Habich 1887), Mitbegründer des Vereins der Kunstfreunde und Architekt der Villa Salve Hospes

### Verein der Kunstfreunde (1832–1923)
Der Architekt Peter Joseph Krahe gründete zusammen mit Braunschweiger Bürgern im Jahre 1832 den Verein der Kunstfreunde und war von 1834 bis zu seinem Tod 1840 als Erster Vorsitzender im Vorstand des Vereins tätig. Für seine Ausstellungen nutzte der Verein wechselnde Räumlichkeiten. Im Jahre 1923 löste sich der Verein der Kunstfreunde auf.

### NS-Kunstverein (1941–1944)
Unter nationalsozialistischer Regie entstand im Jahre 1941 der Kunstverein Braunschweig, E. V., welcher im Jahre 1942 die frühklassizistische Villa Salve Hospes am Siegesplatz bezog. Salve Hospes war zwischen 1805 und 1808 nach Plänen vom Mitbegründer des Vereins für Kunstfreunde, Architekt Peter Joseph Krahe, als Wohnsitz für den wohlhabenden Getreide- und Hopfenhändler Dietrich Wilhelm Krause (1773–1845) errichtet worden. Zwischen Januar 1942 und Dezember 1943 wurde als Mitteilungsblatt des Kunstvereins Braunschweig der Braunschweiger Kunstspiegel herausgegeben.

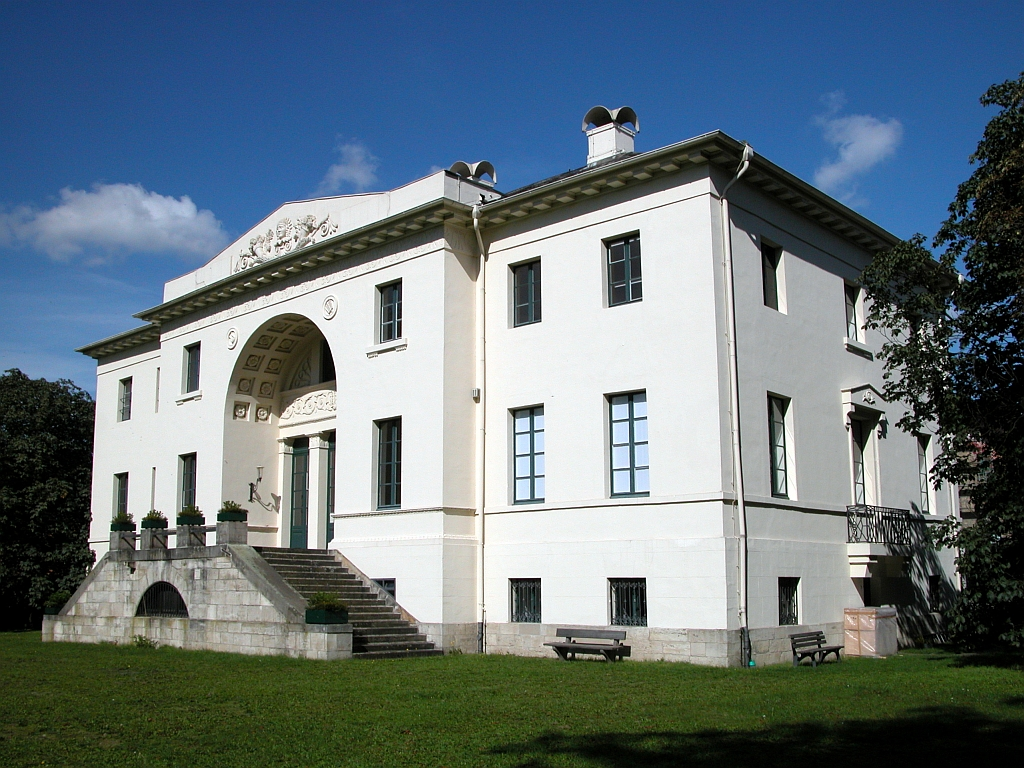
Rückansicht der Villa „Salve Hospes“ (2010)

### Kunstverein Braunschweig e. V. (seit 1946)
Seit der Neugründung nach dem Zweiten Weltkrieg im Jahre 1946 zeigt der bis 1954 von Otto Stelzer geleitete Kunstverein zeitgenössische Kunst. Im Jahre 1955 übernahm Peter Lufft die Leitung bis mindestens ins Jahr 1958.
Rolf Schmücking (1925–1998), von 1965 bis 1972 Leiter des Kunstvereins, betrieb gemeinsam mit seiner Frau Henny Schmücking seit 1958 die Galerie Schmücking, welche ab Herbst 1962 (Eröffnungsausstellung unter Anwesenheit von Johnny Friedlaender) im rechten Seitengebäude der Villa Salve Hospes ein dauerhaftes Zuhause fand. Zeitweilig besaß die Galerie zusätzliche Zweigstellen in Basel, Dortmund und auf Sylt. Nach seiner Zeit als Geschäftsführer des Kunstvereins, leitete Rolf Schmücking die Galerie bis zu seinem Tod im Jahre 1998 gemeinsam mit seiner Frau, welche diese noch bis ins Jahr 2001 allein weiterführte. Das Archiv der Galerie, welches Grafiken, Mappenwerke und Werkverzeichnisse der Künstler sowie die ihr und ihrem Mann persönlich von den Künstlern gewidmeten Kunstwerke enthält, übergab sie am 14. April 2002 schließlich als Schenkung an die Herzog August Bibliothek in Wolfenbüttel.

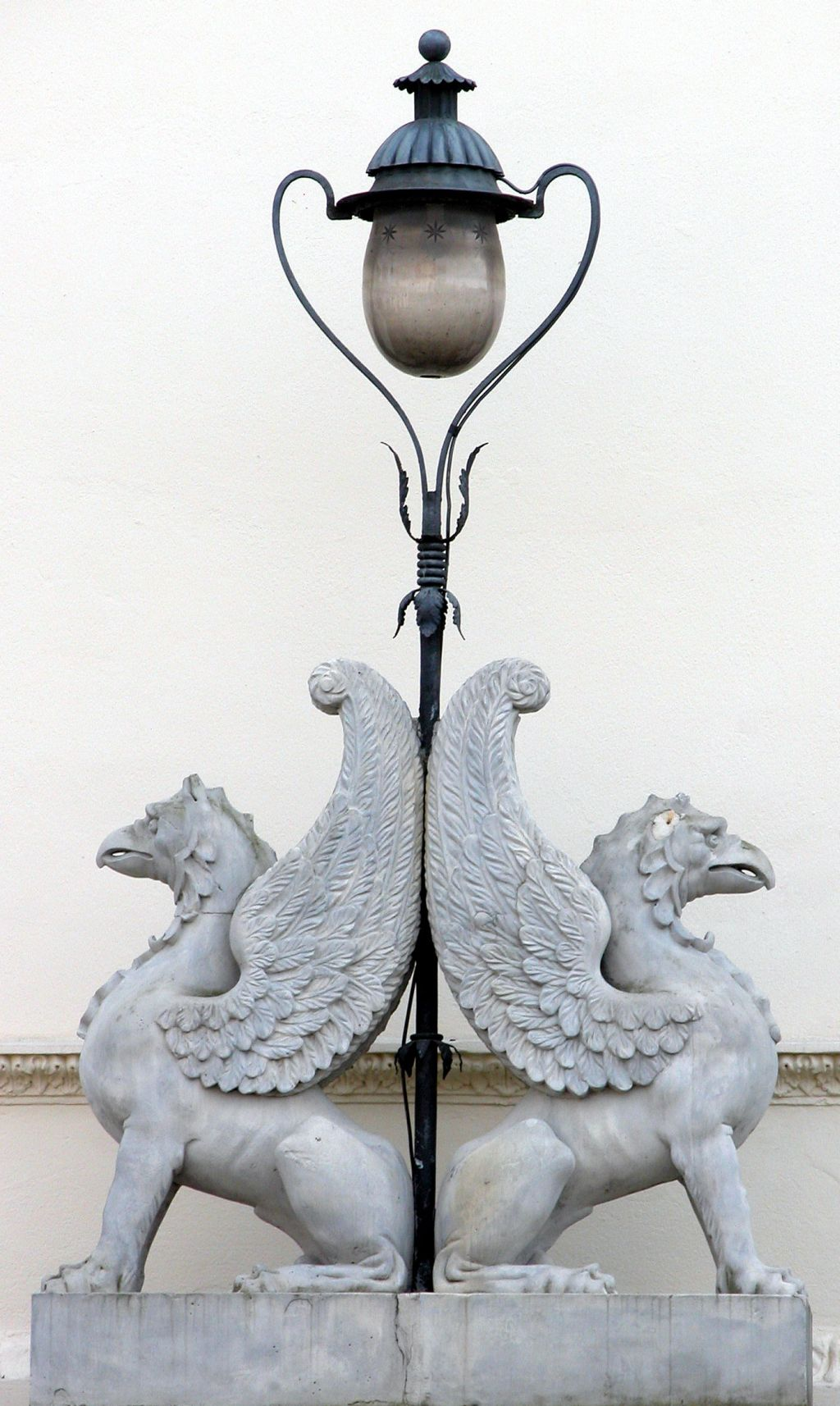
Greife an der Villa Salve Hospes (2006)

Nachfolger von Rolf Schmücking als Leiter des Kunstvereins Braunschweig wurde der spätere Galerist Heinz Holtmann, der den Verein von 1972 bis 1977 führte.
Von 1979 bis 1982 wurde der Kunstverein Braunschweig von Jürgen Schilling geleitet.
Seit 1996 werden auch in der Remise der Villa „Salve Hospes“ zusätzlich auf 60 m2 Ausstellungsfläche junge oder experimentelle Kunst gezeigt. Im Kunstverein Braunschweig, welcher von Februar 1999 bis 2006 von Karola Kraus und von 2006 bis 2007 von Janneke de Vries geleitet wurde, finden jährlich sechs bis neun Einzel- oder Gruppen-Ausstellungen und weitere Projekte statt.
Der Kunstverein Braunschweig ist Mitglied in der Arbeitsgemeinschaft Deutscher Kunstvereine (ADKV) und hatte sich von 2007 bis 2014 unter der Führung von Hilke Wagner zu einem der erfolgreichsten und angesehensten der Bundesrepublik Deutschland entwickelt und im Jahre 2010 etwa 500 Vereinsmitglieder.
Seit November 2014 leitet Jule Hillgärtner den Kunstverein Braunschweig, welcher im Jahre 2021 um die 400 Mitglieder hatte. Da Hillgärtner von November 2016 bis Ende 2017 in Elternzeit ging, übernahm Christina Lehnert als Interimsdirektorin die Leitung des Kunstvereines. Im November 2021 ging Hillgärtner erneut in Elternzeit und Nuno de Brito Rocha, der bis September 2021 an der Berlinischen Galerie als Projektleiter und Kurator tätig gewesen war, übernahm bis Mai 2023 als Interimsdirektor die Vereinsleitung.

## Braunschweiger Blätter für Kunst und Kultur
Gemeinsam mit Willi Wöhler (1917–1996) und der von ihm begründeten und geleiteten Braunschweigischen Musikgesellschaft gab der Kunstverein Braunschweig die Braunschweiger Blätter für Kunst und Kultur heraus, von denen zwischen 1951 und 1967 insgesamt 17 Hefte erschienen.

## Leiter des Kunstvereins Braunschweig
- 1946–1954: Otto Stelzer
- 1955–19??: Peter Lufft (mindestens bis 1958)
- 1965–1972: Rolf Schmücking
- 1972–1977: Heinz Holtmann
- 1979–1982: Jürgen Schilling
- 1999–2006: Karola Kraus, geb. Grässlin
- 2006–2007: Janneke de Vries
- 2007–2014: Hilke Wagner
- 2014–2016: Jule Hillgärtner
- 2016–2017: Christina Lehnert (Interimsdirektorin)
- 2017–2023: Jule Hillgärtner
- 2021–2023: Nuno de Brito Rocha (Interimsdirektor)
- seit 2024: Cathrin Mayer

## Ausstellungen (Auswahl)
- 2024: Gleb Amankulov, Wisrah C. V. da R. Celestino, Kevin Jerome Everson, Philipp Fleischmann
- 2023/24: Dennis Siering, Anna Ehrenstein
- 2023: Pauline Boudry / Renate Lorenz, Nina Emge, Lamin Fofana, Barbara Kapusta, Ndayé Kouagou, Tarek Lakhrissi, Julia Phillips
- 2022: João Gabriel
- 2022: Eli Cortiñas
- 2022: Özlem Altin, Pauline Curnier Jardin, Lydia Hamman & Kay Osteroth, KAYA, Rajkamal Kahlon, Lene Markusen, Musa Michelle Mattiuzzi, Marcela Moraga, Christian Naujoks, Alice Peragine, Esper Postma, Giuseppe Stampone, Amelia Umuhire
- 2021/22: Patricia L. Boyd, Mahalia Heydemann, Kinke Kooi, Piotr Łakomy, Claudia Pages, Gyan Panchal, Jesse Stecklow
- 2021/22: Hank Schmidt in der Beek
- 2019: Shannon Bool, Hannah Black
- 2018: Andree Korpys, Marcus Löffler
- 2017: Tim Etchells, Georgia Sagri
- 2016: Klara Lidén, Karl Holmqvist
- 2015: Mandla Reuter, Carsten Nicolai
- 2014: Clemens von Wedemeyer, Wilfredo Prieto, Maria Loboda
- 2013: Simon Fujiwara, Sofia Hultén
- 2012: Fernando Sánchez Castillo, Cheney Thompson
- 2011: Marcel Dzama, Rosa Barba
- 2010: Pamela Rosenkranz, Matti Braun
- 2009: Marine Hugonnier, Armin Boehm
- 2008: Tue Greenfort, Yehudit Sasportas
- 2007: Mark Wallinger
- 2006: Georg Baselitz
- 2005: Christopher Williams
- 2004: On Kawara
- 2003: Yayoi Kusama, Martin Kippenberger
- 2002: Imi Knoebel
- 2001: Franz West, Josephine Pryde
- 2000: Isa Genzken, Michael Krebber
- 1999: Mike Kelley, Imi Giese, Jörg Immendorff, Imi Knoebel, Palermo,Katharina Sieverding
- 1998: Mimmo Rotella
- 1997: Lidwien van de Ven, Georg Baselitz
- 1996: Thomas Virnich, Norbert Kricke
- 1995: Charlotte Salomon
- 1994: Christiane Möbus, Thomas Huber
- 1993: Marcel Odenbach, K. R. H. Sonderborg
- 1992: Ulrich Görlich, Olaf Metzel
- 1991: Silke Leverkühne
- 1990: Ruth Biller, Joachim Jung
- 1989: Rupprecht Geiger
- 1988: Karl Otto Götz
- 1987: Ernst Ludwig Kirchner, Emil Nolde
- 1986: Oskar Kokoschka, Peter Chevalier
- 1985: Barbara Heinisch, Erich Heckel
- 1984: Per Kirkeby, Gerhard Hoehme
- 1983: Walter Stöhrer, Reiner Ruthenbeck
- 1982: Max Ernst
- 1981: Emilio Vedova
- 1980: Pablo Picasso
- 1979: Karl Schmidt-Rottluff, Douglas Swan
- 1978: Joseph Beuys
- 1977: Ger van Elk
- 1976: Max Beckmann, Georg Grosz
- 1975: Paul Klee, Gerhard Richter
- 1974: Günter Grass
- 1973: Andy Warhol
- 1972: Alan Davie, Simon Dittrich
- 1971: Emil Nolde, Salvador Dalí
- 1970: Martin Matschinsky, Brigitte Matschinsky-Denninghoff
- 1969: Ernst Barlach, Pablo Picasso
- 1968: Max Slevogt, Otto Herbert Hajek
- 1967: Käthe Kollwitz, Edvard Munch
- 1966: Conrad Felixmüller, Rolf Szymanski
- 1965: Alexeij Jawlensky, Friedrich Meckseper
- 1964: Hermann Bachmann, Brigitte Beyer
- 1963: Hans Körnig, Otto Nebel
- 1962: Emil Cimiotti, Paul Eliasberg, Volkmar Haase, Gustav Seitz
- 1961: Jean Leppien, Erich Buchholz, Erich Heckel
- 1960: Jupp Lückeroth, Paul Mansouroff
- 1959: Ernst Wolfhagen, Kurt Edzard
- 1958: Robert Liebknecht, Alfred Kubin, Kurt J. Blisch, Kasimir Malewitsch
- 1957: Willi Baumeister, Lyonel Feininger
- 1956: Pierre Bonnard, Werner Gilles
- 1955: Hanna Nagel, Max Peiffer Watenphul
- 1954: Xaver Fuhr, Wilfried Reckewitz, Alfred Wais
- 1953: Max Beckmann, Anna Dräger-Mühlenpfordt
- 1952: Franz Radziwill, Gerhard Keller
- 1951: Herman Flesche, Oskar Moll
- 1950: Franz Lenk, Paul Klee
- 1949: Leo von König
- 1948: Paul Egon Schiffers
- 1947: Reinhard Schmidhagen, Jakob Hofmann
- 1946: Ludwig Kasper, Ernst Barlach, Max Beckmann, Albert Bloch, Heinrich Campendonk, Lovis Corinth, Lyonel Feininger, Otto Gleichmann, Erich Heckel, Carl Hofer, Ernst Kirchner, Paul Klee, Oskar Kokoschka, Käthe Kollwitz, August Macke, Franz Marc, Willi Meyer, Otto Müller, Emil Nolde, Max Pechstein, Christian Rohlfs, Karl Schmidt-Rottluff, Wilhelm Thöny, Wassily Kandinsky